# Parablechnum
Parablechnum, rod paprati iz porodice rebračevki (Blechnaceae) kojemu pripada 65 vrsta u pantropima. Opisan je 1851.

## Vrste
1. Parablechnum acanthopodum (T. C. Chambers & P. A. Farrant) Gasper & Salino
2. Parablechnum ambiguum (Kaulf. ex C. Presl) C. Presl
3. Parablechnum articulatum (F. Muell.) Gasper & Salino
4. Parablechnum atropurpureum (A. R. Sm.) Gasper & Salino
5. Parablechnum bicolor (M. Kessler & A. R. Sm.) Gasper & Salino
6. Parablechnum bolivianum (M. Kessler & A. R. Sm.) Gasper & Salino
7. Parablechnum camfieldii (Tindale) Gasper & Salino
8. Parablechnum capense (Burm. fil.) Gasper & Salino
9. Parablechnum chauliodontum (Copel.) Gasper & Salino
10. Parablechnum chilense (Kaulf.) Gasper & Salino
11. Parablechnum chiriquanum (Broadh.) Gasper & Salino
12. Parablechnum christii (C. Chr.) Gasper & Salino
13. Parablechnum cochabambense (M. Kessler & A. R. Sm.) Gasper & Salino
14. Parablechnum confusum (E. Fourn.) Gasper & Salino
15. Parablechnum corbassonii (Brownlie) Gasper & Salino
16. Parablechnum cordatum (Desv.) Gasper & Salino
17. Parablechnum dilatatum (T. C. Chambers & P. A. Farrant) Gasper & Salino
18. Parablechnum falciforme (Liebm.) Gasper & Salino
19. Parablechnum gemmascens (Alston) Gasper & Salino
20. Parablechnum glaziovii (Christ) Gasper & Salino
21. Parablechnum gregsonii (Tindale) Gasper & Salino
22. Parablechnum hieronymi (Brause) Gasper & Salino
23. Parablechnum howeanum (T. C. Chambers & P. A. Farrant) Gasper & Salino
24. Parablechnum lechleri (Mett.) Gasper & Salino
25. Parablechnum lima (Rosenst.) Gasper & Salino
26. Parablechnum lineatum (Sw.) Gasper & Salino
27. Parablechnum longistipitatum (A. Rojas) comb. ined.
28. Parablechnum loxense (Kunth) Gasper & Salino
29. Parablechnum marginatum (Fée) Gasper & Salino
30. Parablechnum milnei (Carruth.) Gasper & Salino
31. Parablechnum minus (R. Br.) Gasper & Salino
32. Parablechnum monomorphum (R. C. Moran & B. Øllg.) Gasper & Salino
33. Parablechnum montanum (T. C. Chambers & P. A. Farrant) Gasper & Salino
34. Parablechnum moranianum (A. Rojas) Gasper & Salino
35. Parablechnum nesophilum (T. C. Chambers & P. A. Farrant) Gasper & Salino
36. Parablechnum novae-zelandiae (T. C. Chambers & P. A. Farrant) Gasper & Salino
37. Parablechnum obtusum (R. C. Moran & A. R. Sm.) Gasper & Salino
38. Parablechnum pacificum (Lorence & A. R. Sm.) Gasper & Salino
39. Parablechnum paucipinna A. R. Sm.
40. Parablechnum pazense (M. Kessler & A. R. Sm.) Gasper & Salino
41. Parablechnum procerum (G. Forst.) C. Presl
42. Parablechnum proliferum (Rosenst.) Gasper & Salino
43. Parablechnum puniceum (T. C. Chambers, P. J. Edwards & R. J. Johns) Gasper & Salino
44. Parablechnum reflexum (Rosenst. ex M. Kessler & A. R. Sm.) Gasper & Salino
45. Parablechnum repens (M. Kessler & A. R. Sm.) Gasper & Salino
46. Parablechnum revolutum (Alderw.) Gasper & Salino
47. Parablechnum rheophyticum (R. C. Moran) Gasper & Salino
48. Parablechnum roraimense V. A. O. Dittrich & Gasper
49. Parablechnum ryanii (Kaulf.) Gasper & Salino
50. Parablechnum schiedeanum (Schltdl. ex C. Presl) Gasper & Salino
51. Parablechnum sessilifolium (Klotzsch ex Christ) Gasper & Salino
52. Parablechnum smilodon (M. Kessler & Lehnert) Gasper & Salino
53. Parablechnum squamatum (M. Kessler & A. R. Sm.) Gasper & Salino
54. Parablechnum squamosissimum (A. Rojas) Gasper & Salino
55. Parablechnum stipitellatum (Sodiro) Gasper & Salino
56. Parablechnum stuebelii (Hieron.) Gasper & Salino
57. Parablechnum subcordatum (E. Fourn.) Gasper & Salino
58. Parablechnum triangularifolium (T. C. Chambers & P. A. Farrant) Gasper & Salino
59. Parablechnum tuerckheimii (Brause) Gasper & Salino
60. Parablechnum usterianum (Christ) Gasper & Salino
61. Parablechnum vestitum (Blume) Gasper & Salino
62. Parablechnum wattsii (Tindale) Gasper & Salino
63. Parablechnum werffii (R. C. Moran) Gasper & Salino
64. Parablechnum wohlgemuthii M. Kessler & A. R. Sm.
65. Parablechnum wurunuran (Parris) Gasper & Salino